# Julian Nowomiejski
Julian Nowomiejski (ur. 24 lutego 1898 w Sanoku, zm. ?) – polski prawnik, pisarz, działacz kulturalny.

## Życiorys
Urodził się 24 lutego 1898 w Sanoku, w rodzinie Kazimierza i Józefy z Łuszczewskich. W 1915 ukończył naukę w Gimnazjum w Tarnowie oraz studia na Wydziale Prawa Uniwersytetu Jagiellońskiego. Od 1918 do 1921 służył jako ochotnik w szeregach Wojska Polskiego.
Został dyrektorem administracyjnym kinoteatru „Słońce” w Poznaniu. W tym mieście był wiceprezesem Związku Właścicieli Kinoteatrów. W  drugiej połowie lat 20. był redaktorem czasopisma „Muza. Ilustrowany tygodnik artystyczny”, które było poświęcone sprawom teatru, muzyki, sztuki i kinematografu. Napisał m.in. powieść Piękna pani (1919) i sztukę teatralną Na gruzach (1929), która była wystawiana w Warszawie, Krakowie, Lwowie i Poznaniu.

## Ordery i odznaczenia
- Złoty Krzyż Zasługi[1]
- Srebrny Krzyż Zasługi[1]
- Medal Pamiątkowy za Wojnę 1918–1921[1]